# Neostorena vituperata
Neostorena vituperata là một loài nhện trong họ Zodariidae.
Loài này thuộc chi Neostorena. Neostorena vituperata được Rudy Jocqué miêu tả năm 1995.